# آلدمیر دا سیلوا جونیور
آلدمیر دا سیلوا جونیور (انگلیسی: Aldemir da Silva Junior؛ زادهٔ ۸ ژوئن ۱۹۹۲) یک دونده اهل برزیل است.
از افتخارات وی می‌توان به کسب مدال طلا دو ۲۰۰ متر و ۴×۱۰۰ متر امدادی در بازی‌های آمریکای جنوبی اشاره کرد.